# Susan Fraser
Susan Barbara „Sue” Fraser (ur. 15 lipca 1966 w Aberdeen) – szkocka i brytyjska hokeistka na trawie. Brązowa medalistka olimpijska z Barcelony.
Zawody w 1992 były jej debiutanckimi igrzyskami olimpijskimi. Wystąpiła w pięciu spotkaniach i strzeliła dwie bramki, w tym jedną w meczu o trzecie miejsce. Z reprezentacją Wielkiej Brytanii brała również udział w igrzyskach w Atlancie cztery lata później. Brytyjki zajęły czwarte miejsce (8 spotkań, 1 gol). Z reprezentacją Szkocji brała udział m.in. mistrzostwach świata w 1998, mistrzostwach Europy w 1995 i 1999 oraz w Igrzyskach Wspólnoty Narodów w 1998.